# Renzo Zaffinetti
Renzo Zaffinetti (Novara, 4 novembre 1939) è un ex hockeista su pista italiano.

## Carriera
Renzo Zaffinetti, di ruolo attaccante, fu un giocatore dell'Hockey Novara anni sessanta e anni settanta frutto del vivaio novarese. Tra il 1951 e il 1957 dopo l'abbandono definitivo dell'attività agonistica da parte di Monfrinotti, Grassi, Gallarini (ridusse la propria attività agonistica), Ghione (s'interessò all'Amatori Novara) e Prandi (si trasferì in Sardegna per motivi di lavoro), l'Hockey Novara si trovò a dover rifondare la squadra. Gli allenatori Vittorio Bottini, Ciocala, Pierino Buscaglia, Pierino Rizzotti puntarono sul giovane attaccante Zaffinetti e ad altri giovani talenti quali furono il portiere Valentino Sacchi, il difensore e futuro capitano Aina, l'attaccante Franco Cerrina.

## Palmarès

### Club
- Campionato italiano: 9

Novara: 1958; 1959; 1969; 1970; 1971; 1972; 1973; 1974; 1977
- Coppa Italia: 5

Novara: 1966; 1967; 1969; 1970; 1972

### Individuale
- Capocannoniere della Serie A (Stecca d'oro): 5
  - Amatori Novara: 1960 (74 gol)
  - Novara: 1963 (37 gol), 1965 (34 gol), 1966 (45 gol), 1969 (39 gol)